# FCM Dunărea Gałacz
FCM Dunărea Galați – rumuński klub piłkarski z siedzibą w Gałaczu. działający w latach 1970–2014. 

## Historia
Został założony w 1970 roku. W swojej historii rozegrał pięć sezonów w pierwszej lidze. W 2014 roku został rozwiązany. Swoje mecze rozgrywał na Stadionul Nicolae Rainea o pojemności 23 tys. widzów.

## Historyczne nazwy
- 1970 — FC Galați
- 1975 — FCM Galați (fuzja z CSU Galați)
- 1982 — Dunărea CSU Galați
- 1988 — Știința NAVROM Galați
- 1991 — Dunărea Romport Galați
- 1992 — FCM Dunărea Galați

## Sukcesy
- Divizia A:
  - mistrzostwo (4): 1973/1974, 1975/1976, 1978/1979, 1982/1983
  - wicemistrzostwo (3): 1977/1978, 1984/1985, 1991/1992
- Liga III/Divizia C:
  - mistrzostwo (2): 1989/1990, 2003/2004
  - wicemistrzostwo (3): 1987/1988, 1988/1989, 1990/1991
- Puchar Rumunii:
  - finał (1): 1975/1976

## Europejskie puchary
Legenda do wszystkich tabel:
- Q – runda eliminacyjna, 1/16, 1/8, 1/4, 1/2 – odpowiednia faza rozgrywek, Grupa – runda grupowa, 1r gr – pierwsza runda grupowa, 2r gr – druga runda grupowa, F – finał, R – runda, PO – play-off
- k. – rzuty karne, los. – losowanie, Dogr. – dogrywka, w. – zasada bramek strzelonych na wyjeździe

| Sezon   | Rozgrywki                 | Runda | Przeciwnik  | Dom | Wyjazd | Ogólnie |
| ------- | ------------------------- | ----- | ----------- | --- | ------ | ------- |
| 1976/77 | Puchar Zdobywców Pucharów | 1R    | Boavista FC | 2–3 | 0–2    | 2–5     |